# Insufficienza epatica acuta
Si definisce insufficienza epatica fulminante o atrofia gialla acuta del fegato l'insufficienza epatica che conduce all'encefalopatia epatica nel giro di 2-3 settimane.

## Eziologia
La sindrome può essere causata da diversi agenti eziologici, i quali possono operare su soggetti sani o con patologie epatiche preesistenti. Le cause più comuni comprendono cause infettive, cause esogene (intossicazioni) o patologie sistemiche.

### Infezione
Gli agenti eziologici che inducono un'insufficienza epatica fulminante di origine virali sono i cosiddetti virus epatici:
- HAV, responsabile del 20% circa dei  casi di origine virale nei paesi sviluppati, più rara nel resto del mondo
- HBV, l'agente più associato in assoluto, soprattutto a causa degli eventi di riacutizzazione dell'infezione cronica
- HCV, l'incidenza risulta piuttosto bassa
- HDV, sia nella coinfezione acuta che nella superinfezione con l'HBV
- HEV, colpisce prevalentemente donne gravide in zone endemiche
- HGV, rarissime evidenze sierologiche in estremo oriente, non confermato nelle aree occidentali

Oltre ai virus epatici, esistono casi più rari di infezione da parte di altri virus, in particolare su soggetti immunocompromessi. Tali agenti comprendono specie appartenenti alla famiglia degli herpes virus (Herpes simplex 1 e 2, virus varicella-zoster, citomegalovirus, virus di Epstein-Barr) e alcuni adenovirus.
Un'infezione batterica raramente conduce ad un'insufficienza epatica fulminante: questa rientra infatti in uno dei possibili effetti di una sepsi sistemica.

### Intossicazione
La principale causa di insufficienza epatica fulminante di origine esogena è l'intossicazione da paracetamolo. Questa sostanza infatti, assunta in dosaggi errati, soprattutto se presente una patologia epatica pregressa (alcolismo, infezioni croniche, patologie congenite, ecc), può provocare la sindrome a causa di un metabolita epatotossico del farmaco, l'N-acetyl-p-benzoquinoneimina (NAPQI). Il paracetamolo è la causa principale della sindrome nei paesi nordici e anglosassoni, a causa dell'utilizzo meno controllato in tali aree. Altri farmaci che inducono la patologia comprendono alotano, farmaci antitubercolari (rifampicina, isoniazide), antidepressivi (IMAO). Oltre ai farmaci altre sostanze possono provocare insufficienza epatica fulminante: MDMA, agenti industriali (tetracloruro di carbonio), ingestione eccessiva di alcol e veleno di funghi (sindrome falloidea).

### Patologie
Varie patologie possono provocare un'insufficienza epatica fulminante; queste possono essere patologie a carico del distretto cardiovascolare, sindromi genetiche, patologie tumorali. Per le sindromi cardiocircolatorie, la patogenesi è dovuta ad un'ischemia dell'organo che conduce a necrosi ipossica del tessuto epatico, secondaria ad una serie di patologie dell'apparato cardiocircolatorio (es. infarto cardiaco, tamponamento cardiaco, shock, trombosi dell'arteria epatica); in questo quadro si può ricondurre anche la sindrome di Budd-Chiari. Tra le cause tumorali, oltre la patologia propria del fegato, alcuni carcinomi hanno una affinità per l'infiltrazione metastatica epatica. Fra questi vi sono il carcinoma della mammella e il melanoma. Le sindromi genetiche che invece possono provocare insufficienza epatica fulminante sono la malattia di Wilson e la sindrome di Reye.

## Morfologia e istologia
Il fegato può contrarsi nell'arco di pochi giorni fino a pesare 500-700 gr. (dai 1400-1600 gr. del fegato normale), risultando flaccido e assumendo un colorito che va dal giallo intenso al rossastro, è rivestito da una capsula che, non riuscendo ad adattarsi alla brusca diminuzione di volume, diviene grinzosa ed opaca. Al suo interno si repertano aree necrotiche di aspetto fangoso con chiazze di bile. Da un punto di vista istologico si osserva la scomparsa dei lobuli epatici con liquefazione degli epatociti e la trama reticolinica collassata (impedendo la possibilità di una corretta rigenerazione). La reazione infiammatoria è sorprendentemente scarsa.
Se il soggetto riesce a sopravvivere, gli epatociti superstiti vanno incontro a rigenerazione secondaria, che nella maggioranza dei casi avviene in maniera disordinata conducendo alla cirrosi macronodulare post-necrotica, caratterizzata dalla presenza di masse nodulari di epatociti separate da ampie bande di tessuto cicatriziale.

## Diagnosi e decorso clinico
L'insufficienza epatica fulminante può esordire con ittero, encefalopatia e fetor hepaticus. Le complicazioni possono essere: coagulopatia ed emorragia, insufficienza renale, instabilità cardiovascolare, disturbi elettrolitici, sindrome da "distress" respiratorio dell'adulto e sepsi.
In assenza di trapianto di fegato, la mortalità varia dal 25 al 90%.